# Mount Achernar
Mount Archenar ist ein Berggipfel am nordöstlichen Ende der MacAlpine Hills bzw. auf der Südseite des Law-Gletschers. 
Teilnehmer einer von 1961 bis 1962 durchgeführten Kampagne im Rahmen der New Zealand Geological Survey Antarctic Expedition benannten ihn nach dem Stern Achernar, der ihnen als Fixpunkt für Landvermessungsarbeiten gedient hatte.